# Miadziołka (rzeka)
Miadziołka (biał. Мядзелка, Miadziełka; ros. Мяделка, Miadiełka; lit. Medila) – rzeka na zachodzie Białorusi, prawy dopływ Birwity. Ma długość 50 km.

## Przebieg
Wypływa z jeziora Miadzioł w pobliżu wsi Łaposie w rejonie miadziolskim obwodzie mińskim, uchodzi do rzeki Birwity 1,5 km na północny zachód od wsi Birwita w rejonie postawskim obwodzie witebskim. Nad rzeką leży miasto Postawy. Na rzece znajduje się Jezioro Postawskie. Średni poziom wody wynosi 1,5 m, najwyższy wyniósł 2,1 m w 1956 roku. Zamarza pod koniec grudnia, a topnieje pod koniec marca. W Słowniku geograficznym Królestwa Polskiego i Wielkiej ilustrowanej encyklopedii powszechnej. Miadziołka została opisana jako prawy, a Birwita jako lewy dopływ Dzisny.
W dorzeczu rzeki znajduje się m.in. jezioro Zadziewskie.

## Dopływy
Prawe dopływy rzeki: Łuczajka, Аrżouka
Lewy dopływy rzeki: Wingra

## Historia
Podczas wojny polsko-rosyjskiej w latach 1577–1582, Stefan Batory przeprowadzał w 1579 roku mobilizację w Świrze, gdzie zbierał konnicę, a w Postawach – artylerię. Sądzi się, że oddziały pancerne król przewoził szlakiem wodnym, a mianowicie: Miadziołka – Birwita – Dzisna – zachodnia Dźwina.